# Església de Santa Maria de les Roques
L'església de Santa Maria de les roques (en croat Sveta Marija na Škriljinah) està situada a 1 km al nord-est de Beram, a la regió croata d'Istria.
En el seu interior s'hi pot contemplar una de les pintures murals medievals (1474) més valuoses d'aquest país. Els frescos de l'últim gòtic estan molt ben conservats i gairebé cobreixen totalment les parets interiors de l'església. Són obra del mestre Vincent de Kastav i foren encomanades per la confraria de Santa Maria de Beram. Majoritàriament estan dedicades a escenes de la vida de Santa Maria i Jesús.

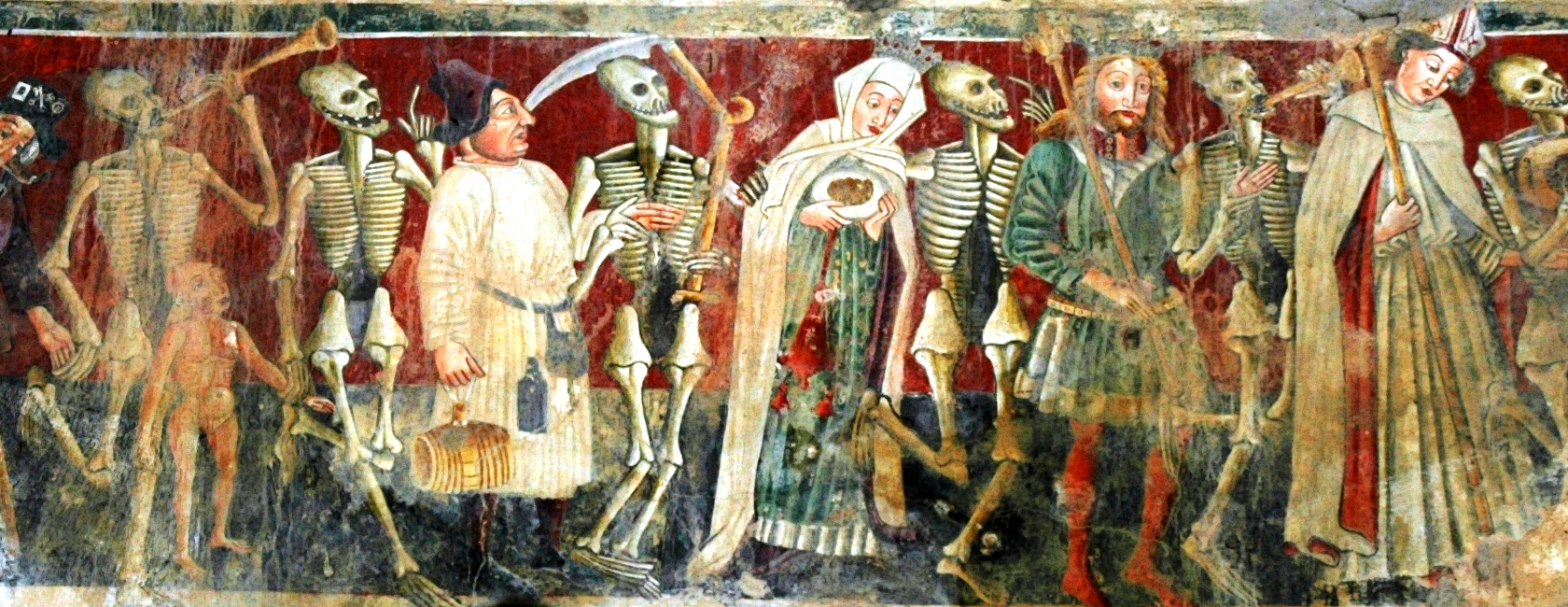
Detall de la dansa macabra

L'escena més impactant és la de la "Dansa de la mort", on comerciants, cardenals, i fins i tot el mateix papa ballen al costat de la mort. La pintura que ocupa un espai més gran és l'"Adoració dels Reis".
El cicle de frescos mostren totes les característiques de la zona. Els models, amb una simplificació molt tradicional, s'incorporen en una única narració.
En el segle xviii, l'església es va engrandir i en la renovació es tapaven amb nous frescos. L'any 1913 es van redescobrir i restaurar tal com els podem veure actualment.